# Sharira

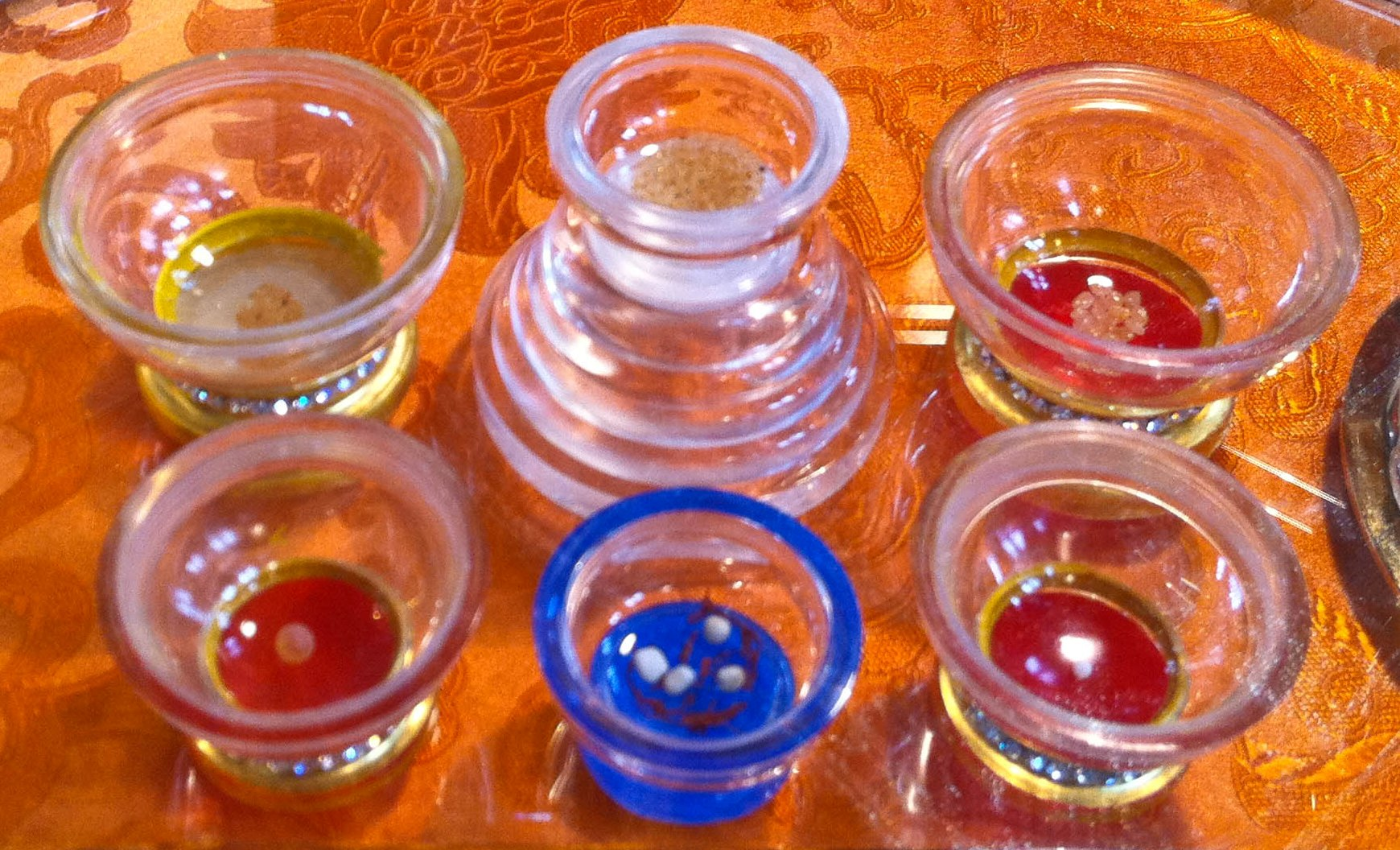
Sharira

Con Sharira (sanscrito: शरीर śarīrāḥ; cinese: 舍利 shèlì; tibetano: རིང་བསྲེལ། ring-bsrel, ringsel) si intendono delle particolari reliquie buddhiste di forma irregolarmente sferica, di vari colori e di materiale duro e dalla natura indeterminata. Vengono venerate da tutte le tradizioni buddhiste, Theravada, Mahayana e Vajrayana.

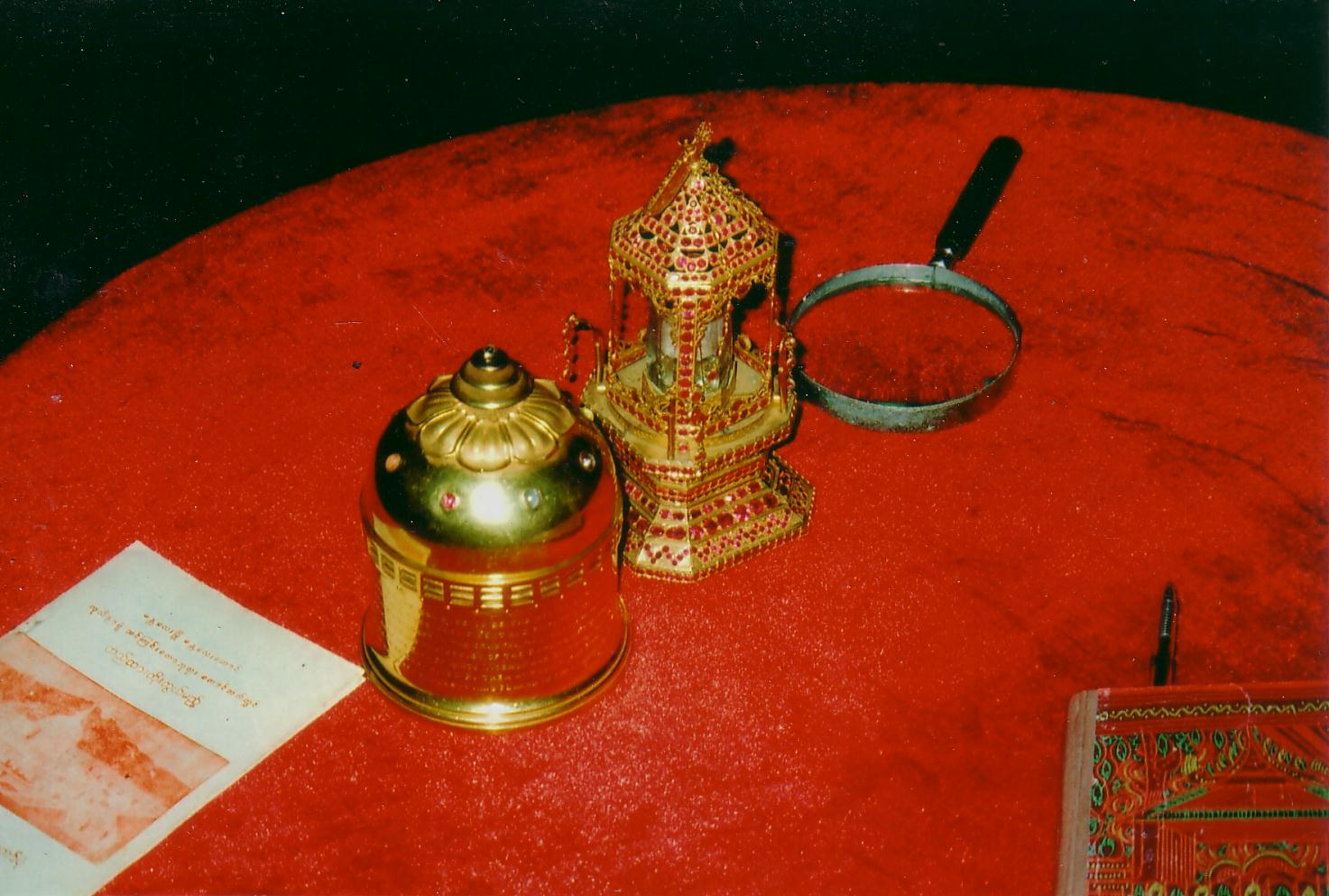
Reliquie del Buddha dallo stupa di Peshawar

A differenza delle reliquie in altre religioni, le sharira non fanno strettamente parte del corpo fisico di una persona, ma vengono ricercate tra le ceneri dopo la cremazione e vengono considerate delle secrezioni. Quindi, più che "resti" di un corpo, sono considerate come un "di più". Inoltre si ritiene che col tempo cambino di aspetto fisico e che possano moltiplicarsi.
Possono essere prodotte non solo dai Buddha, ma anche dagli arhat o da persone particolarmente dotate spiritualmente, in genere monaci eminenti.
In alcuni casi le sharira possono apparire anche sulle superfici di stupa.
Le sharira vengono conservate in stupa, o in reliquiari di cristallo o inserite all'interno di statue che divengono poi oggetto di venerazione.
Solo nel caso del Buddha si indicano col termine sharira anche i resti corporei, quali il dente conservato nello Sri Lanka o il dito conservato nei pressi di Pechino.
Non vengono invece definite sharira altre reliquie, comunque venerate localmente o solo in alcune tradizioni, quali i resti corporei di persone sante, o automummificate (come il sesto patriarca del buddhismo Chán Huìnéng) o vesti (ad esempio di Atiśa) che pure vengono conservate in stupa.